# ウェイファインディングシステム
ウェイファインディングシステム（Wayfinding）とは、建築物などにおいて、部屋の名称を記した記名サインやサインシステムなど、その環境にある構成要素等を通じて人を目的物に誘導する手法の総称。
環境心理学でいうウェイ・ファインディングとは不慣れな環境において目的地を探索する行動をいう。

## 図書館
図書館の場合には目的となる特定の資料が配架されている場所が目的地となる。
図書館の館内を一望して資料の配架と自分の位置関係を把握できるような構成が理想的であり、入口階から地階に向かってフロアが展開される地下の図書館が配架を認識する上では有利である。
ヨーロッパの伝統的な書架配置法は閲覧席の集を取り囲むように書架を配置する壁付書架である。ヨーロッパの古い書架配置は一筆書きで経路を迷うことなく資料を検索できるという利点があるが、面積当たりの収用冊数が少なくなってしまう欠点がある。
日本で主流となっている書架配置法は開架フロアの中央部に書架を並置する中置型である。

## 病院
病院は医療スタッフの機能性や効率性が最優先されるため平面的であり、メンテナンスや機能性の観点から同じ材料や色彩が用いられるが、利用者からはデザインが画一的で変化がないため自分の現在地を把握しにくくなるおそれがある。病院内での経路を迷うことは、患者に不安感や肉体的な疲れを生じさせたり、診療が予約時間に遅れるなどのデメリットを生じる。
ジェイン・マルキンは『Hospital interior Architecture』の中でウェイファインデングの基本要素として、目的の場所（病院の場合は受付・待合室・病室などを識別する記名サインなど）、メイン通路（幹線）、目印（現在位置の把握やスタッフによる案内のための目印となる物）、強調（サインシステム、照明、床のパターンなど）の4つを挙げている。